# Giovanni Dolfin (Kardinal, 1617)

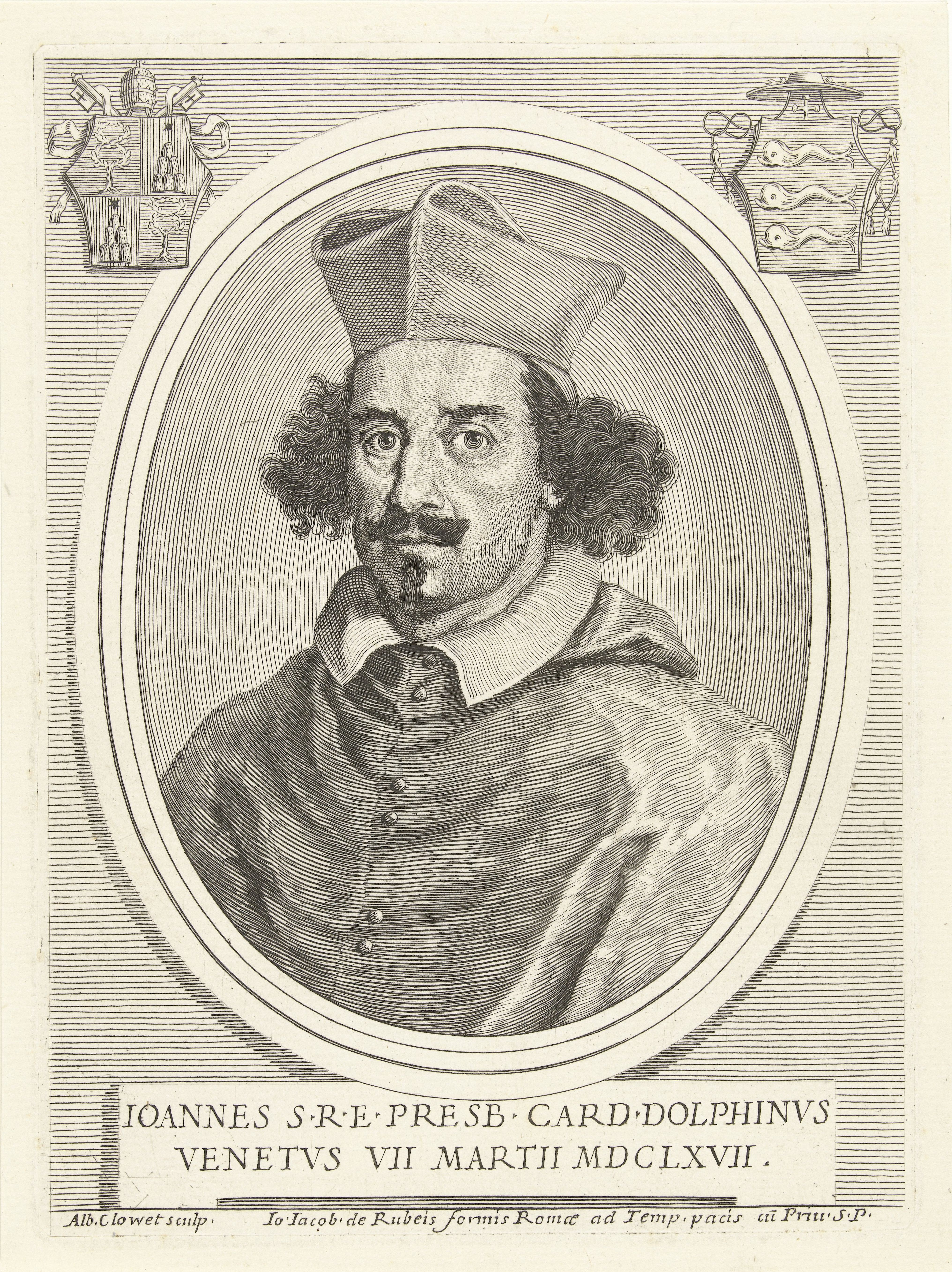
Patriarch Giovanni Kardinal Dolfin (Stich von Albertus Clouwet, um 1670)

Kardinalwappen (modernes Schema)

Giovanni Dolfin, auch Giovanni Dolfino oder Delfino, (* 22. April 1617 in Venedig; † 19. Juli 1699 in Udine) war ein italienischer Kardinal, Dramatiker, Dichter und Patriarch von Aquileia.
Dolfin entstammte dem gleichnamigen venezianischen Patriziergeschlecht und studierte Griechisch und Latein in Venedig und Padua. Er wurde Botschafter der Republik Venedig. 
Dolfin wurde am 23. Juni 1656 zum Koadjutor-Patriarchen von Aquileia und Titularerzbischof von Thagaste ernannt. Carlo Carafa della Spina, Bischof von Aversa und Apostolischer Nuntius in Venedig, spendete ihm am 30. November 1656 in Santa Maria degli Angeli auf Murano die Bischofsweihe. Nach dem Tod von Girolamo Gradenigo folgte er diesem am 29. Dezember 1657 als Patriarch von Aquileia. Am 7. März 1667 wurde er von Papst Alexander VII. zum Kardinal erhoben. Am 18. Juli 1667 wurde er von Clemens IX. zum Kardinalpriester von San Salvatore in Lauro ernannt. Er war von 1668 bis zu seinem Tod Kommendatarabt der Abtei von Rosazzo. Am 19. Mai 1670 wechselte er zur Titelkirche Santi Vito, Modesto e Crescenzia. Er nahm am Konklave von 1667, dem von 1669–1670, dem von 1676, dem von 1689 und schließlich dem von 1691 teil.
Dolfin schrieb vier Tragödien: Cleopatra, Il Medoro, Lucrezia und Creso.